# Sør-Norge

Karte der Region

Als Sør-Norge (Südnorwegen) wird in Norwegen der südliche Teil des Landes bezeichnet. Es umfasst die Regionen südlich des Fylke Nordland und besteht aus den Landesteilen Trøndelag, Vestlandet, Sørlandet und Østlandet.
Sør-Norge setzt sich zusammen aus den Provinzen Trøndelag, Møre og Romsdal, Vestland, Rogaland, Agder, Vestfold, Telemark, Akershus, Buskerud, Østfold, Hauptstadtregion Oslo und Innlandet. Sør-Norge besteht in etwa aus 61 % Berge, 34 % Hügelland und 5 % Tiefland. Das höchste Gebirge ist Jotunheimen, der höchste Berg der 2469 m hohen Galdhøpiggen. Die alpinen Landschaften im südlichen Norwegen (Sør-Norge) machen insgesamt etwa 14 % der Fläche aus, inklusiv der Gebiete von Hurrungane und Sunnmøre.
Sør-Norge hatte zum 1. Januar 2012 4.083.773 Einwohner, das sind mehr als vier Fünftel der norwegischen Gesamtbevölkerung und es umfasst insgesamt ein Areal von 210.802 Quadratkilometer.
Heute wird Midt-Norge (Mittelnorwegen) als Bezeichnung für den ganzen Landstrich gewählt, der die Landesteile Trøndelag und Møre og Romsdal umfasst. Der nördliche Teil von West-Norwegen wird als Nordvestlandet bezeichnet.
Trøndelag wird traditionell zugleich auch als ein Teil des «Nördlichen Berglandes von Norwegen» (Nordenfjeldske Norge, Trøndelag und Nord-Norge) gesehen.
Midt-Norge (Mittelnorwegen) ist ein Teil von Sør-Norge (Süd-Norwegen) und wird daher hier mit aufgeführt.

## Heutige Fylker in Sør-Norge
| Fylkes nummer | Name der Fylke  | Sitz der Verwaltung |
| ------------- | --------------- | ------------------- |
| 03            | Oslo            | Oslo                |
| 11            | Rogaland        | Stavanger           |
| 15            | Møre og Romsdal | Molde               |
| 31            | Østfold         | Sarpsborg           |
| 32            | Akershus        | Oslo                |
| 33            | Buskerud        | Drammen             |
| 34            | Innlandet       | Hamar               |
| 39            | Vestfold        | Tønsberg            |
| 40            | Telemark        | Skien               |
| 42            | Agder           | Kristiansand        |
| 46            | Vestland        | Bergen              |
| 50            | Trøndelag       | Steinkjer           |